# Schmalzgrube (Muhrtal)
Die Schmalzgrube ist die allerhinterste Talung der Mur. Sie liegt bei Muhr im Lungau, im Land Salzburg.

## Lage und Landschaft

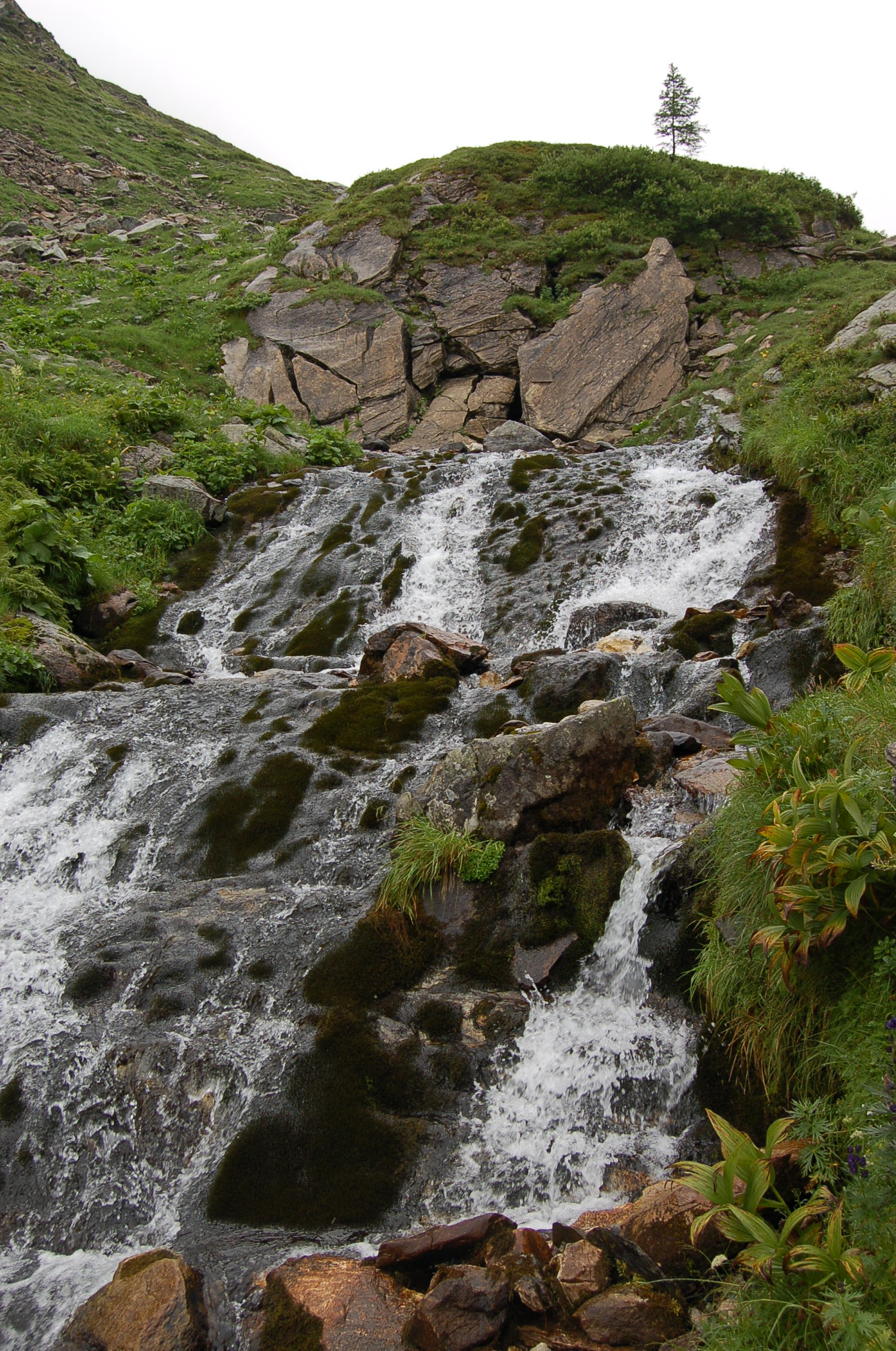
Die Murursprung-Quelle in der Schmalzgrube

Das oberste Tal der Mur wird Muhrtal oder – speziell der hintere Abschnitt – Murwinkel genannt. Bei der Stickleralm knickt dieses nach Nordwest streichende Tal auf Südwest und läuft dann nach gut 5 Kilometern aus. Das Kar im letzten Abschnitt ist die Schmalzgrube.
Sie liegt zwischen dem Kamm Murtörl (2402 m ü. A.) – Mureck – Schöderhorn (Großes Mureck, 2475 m ü. A.) –Schöderscharte westlich, und dem Kamm des Rosskars Frischinghöhe (2466 m ü. A.) – Rosskarscharte – Frauennock (2678 m ü. A.) – Schmalzscharte östlich. Die beiden Kämme treffen sich im Marchkareck (2661 m ü. A.), das den Talschluss der Schmalzgrube bildet. Diese Berge gehören zur Hafnergruppe der Ankogelgruppe. Nördlich der Linie des Murtörls trennt die Mur dann schon Hohe Tauern von Niederen Tauern, hier den Radstädter Tauern.
Der hintere Bereich der Schmalzgrube ist Blockschutt schon länger verschwundener Gletscher. Dort befindet sich als Schuttquelle auf ca. 2050 m ü. A. die oberste Quelle der Mur. In der äußeren Schmalzgrube liegt dann auf 1998 m ü. A. die kräftige Quelle Murursprung, die als Schichtquelle einer Kalkbank entspringt.
Die Talung gehört zum Nationalpark Hohe Tauern wie auch zum Biosphärenpark Lungau–Nockberge.

## Touren
Durch die Schmalzgrube verläuft der Weg von der Sticklerhütte über die Schmalzscharte (2444 m ü. A.) – Schwarzseen – Weinschnabel – Kölnbreinspeichersee zur Osnabrücker Hütte (Variante des Zentralalpenwegs, Österreichischer Weitwanderweg 02) als Übergang in das Kärntnerische Maltatal. An der Schmalzscharte liegt das Albertbiwak, eine Biwakschachtel.
Kurz vor der Schmalzgrube zweigt der Weg zum Murtörl ab, dem Übergang in den Hüttschlag im Pongauer Großarltal. Am Murtörl verläuft der Höhenweg des ÖWW 02 von der Tappenkarseehütte (im Kleinarltal) kommend, der in den oberen Hängen der Schmalzgrube Mureck und Schöderhorn passiert.